# 鐮刀小鱸
鐮刀小鱸為輻鰭魚綱鱸形目鱸亞目河鱸科的其中一種，分布於美國田納西河上游流域，體長可達9公分，棲息在植被生長、水質清澈、沙石底質的溪流。